# Coniothyrium sphaerospermum
Coniothyrium sphaerospermum är en svampart som beskrevs av Fuckel 1870. Coniothyrium sphaerospermum ingår i släktet Coniothyrium och familjen Leptosphaeriaceae.   Inga underarter finns listade i Catalogue of Life.